# ۱۰۶۳ (میلادی)

## رویدادها
- دسامبر: زمین‌لرزه واسط. در ذیحجه ۴۵۵ تکان ممتد زمین لرزه‌ای در واسط عراق حس شد و بی آنکه آسیبی برساند.
- فروپاشی پادشاهی گوئنت

## مرگ‌ها
- ۴ سپتامبر - طغرل بیک سلجوقی: اولین پادشاه سلسله سلجوقیان در ایران.
- بلای یکم پادشاه مجارستان